# Етимологія і фонетика в южноруській літературі

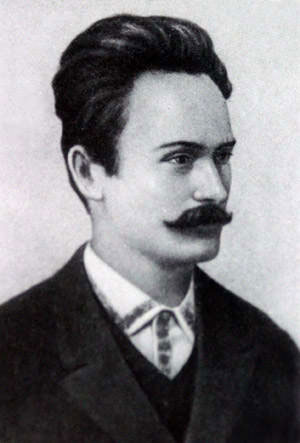
Іван Франко

Етимологія і фонетика в южноруській літературі — мовознавче дослідження Івана Франка, яке присвячене аналізу боротьби між прихильниками етимологічного та фонетичного використання в українській літературній мові. Робота вперше опублікована в часописі «Народ» №13-14, №15 у 1894 році. Пізніше опубліковане окремим виданням у Коломиї того ж року. 

## Опис
У своїй статті Іван Франко розглядав історію правопису української мови Наддніпрянської України та суперечки щодо правопису в Східній Галичині. В історичному аналізі письменства XI–XVI ст. Франко відзначав різницю між писемною та живою мовою, яка у частині запозичень потрапила до самого письма. Він вступив у полеміку із прибічниками етимологічного правопису та з наукової точки зору аргументував переваги фонетичного правопису для української мови. З головних тез спростування дослідники виділяють заперечення прибічників етимологічного правопису Івана Франка у тому, що понад тисяча років використовувався лише етимологічний погляд та відсутність традиції фонетичного правопису.
Вчений детально проаналізував також інші питання староукраїнського правопису, зокрема тенденцію щодо викидування ъ. Він стверджував, що це з'явилось вже XIII та XIV ст..
«Етимологія і фонетика в южноруській літературі»
У своїй характеристиці нової літературної мови Іван Франко відзначав, що вона утворилась на базі фонетичного письма, адже їй притаманне традиційне українське слово. На думку вченого етимологічний правопис — це зразок реакції проти народної мови та її «живого змісту». Констатуючи розвиток письма та народної мови він ствердив, що книжковий правопис давнього часу знецінював розвиток живої мови.  
Його висновки спростували усі головні аргументи прихильників етимологічної орфографії. 